# Марс-7
«Марс-7» («М-73П» №51) — советская автоматическая межпланетная станция серии М-73 по программе «Марс», запущенная 9 августа 1973 года в 20:00:17 UTC. Серия М-73 состояла из четырёх АМС четвёртого поколения, предназначенных для изучения планеты Марс. Космические аппараты «Марс-4» и «Марс-5» (модификация М-73С), должны были выйти на орбиту вокруг планеты и обеспечивать связь с предназначенными для работы на поверхности автоматическими марсианскими станциями. Спускаемые аппараты с автоматическими марсианскими станциями доставляли космические аппараты «Марс-6» и «Марс-7» (модификация М-73П).
Спускаемый аппарат АМС «Марс-7» после отделения от станции вследствие нарушения в работе одной из бортовых систем прошёл около Марса на расстоянии 1400 км от его поверхности.

## Конструкция

### Орбитальный аппарат
Основным конструктивным элементом, к которому крепятся агрегаты, в том числе, двигательная установка, панели солнечных батарей, параболическая остронаправленная и малонаправленные антенны, радиаторы холодного и горячего контуров системы обеспечения теплового режима и приборная часть, служит блок топливных баков двигательной установки.
Важное отличие модификаций М-73С и М-73П заключается в размещении научной аппаратуры на орбитальном аппарате: в спутниковом варианте научная аппаратура устанавливается в верхней части блока баков, в варианте со спускаемым аппаратом – на коническом переходном элементе, соединяющем приборный отсек и блок баков.
Для аппаратов экспедиции 1973 года КТДУ модифицирована. Вместо основного двигателя 11Д425.000 установлен 11Д425А, тяга которого в режиме малой тяги составляет 1105 кг (удельный импульс 293 секунды), а в режиме большой тяги — 1926 кг (удельный импульс 315 секунд).
Блок баков заменен новым, больших габаритов и объёма за счёт цилиндрической вставки, при этом применены также увеличенные расходные топливные баки. Установлены дополнительные баллоны с гелием для наддува топливных баков.
В остальном орбитальные аппараты серии М-73 по компоновке и составу бортовой аппаратуры за небольшим исключением повторяли серию М-71.

### Спускаемый аппарат
На орбитальных аппаратах М-73П в верхней части блока топливных баков двигательной установки с помощью цилиндрического переходника и соединительной рамы крепится спускаемый аппарат.
В спускаемый аппарат входят:
- автоматическая марсианская станция (по форме близка к сферической);
- аэродинамический (тормозной) экран;
- контейнер с парашютно-реактивной системой, состоящей из парашюта и двигателя мягкой посадки;
- соединительной рамы с системами, которые управляют движением аппарата на этапе отделения его от орбитального отсека и уводом его с пролетной траектории на «попадающую». После маневра по изменению траектории рама отделяется от спускаемого аппарата.

В спускаемом аппарате была установлена аппаратура для измерения температуры и давления атмосферы, масс-спектрометрического определения химического состава атмосферы, измерения скорости ветра, определения химического состава и физико-механических свойств поверхностного слоя, а также для получения панорамы с помощью телевизионных камер.

### Масса
Общая масса КА «Марс-7» составила 3880 кг, из них масса научной аппаратуры орбитального отсека — 114 кг, масса спускаемого аппарата — 1000 кг. Корректирующая двигательная установка заправлена 598,5 кг топлива: 210,4 кг горючего и 388,1 кг окислителя.
Масса спускаемого аппарата при входе в атмосферу — 844 кг.
Масса автоматической марсианской станции после посадки — 355 кг, из них масса научной аппаратуры — 19,1 кг.

### Технологическая новизна проекта
Впервые в практике отечественной космонавтики в одной межпланетной экспедиции одновременно участвовали четыре автоматических космических аппарата.
При подготовке экспедиции продолжена начатая для аппаратов серии М-71 модернизация наземных экспериментальной и испытательной баз, командно-измерительного наземного комплекса.
Так, для проверки и уточнения тепловых расчётов созданы специальные вакуумные установки, оснащённые имитаторами солнечного излучения. Аналог автоматических КА прошёл в них полный объём комплексных тепловакуумных испытаний, задача которых состояла в проверке способности системы терморегулирования поддерживать температурный режим в заданных пределах на всех этапах эксплуатации.

## Задачи и цели полёта

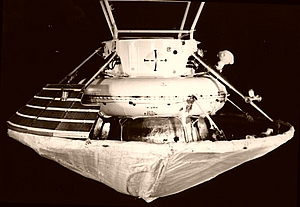
Спускаемый аппарат.

- доставка СА в околопланетную область и обеспечение требуемых условий по баллистике для проникновения СА в атмосферу Марса;
- осуществление посадки исследовательского зонда (автоматической марсианской станция — АМС) на поверхность планеты;
- выполнение научной программы.

### Пролётным аппаратом
- изучение распределения водяного пара по диску планеты;
- определение газового состава и плотности атмосферы;
- изучение рельефа поверхности;
- определение яркостной температуры атмосферы и распределения концентрации газа в атмосфере,
- определение диэлектрической проницаемости, поляризации и температуры поверхности планеты;
- измерение магнитного поля по трассе перелёта и вблизи планеты;
- исследование электрического поля в межпланетной среде и у планеты;
- изучение пространственной плотности метеорных частиц;
- исследование солнечного ветра при перелёте;
- исследование спектра и состава солнечных космических лучей;
- регистрация космических излучений и радиационных поясов планеты.

### Спускаемым аппаратом
- измерения плотности, давления и температуры атмосферы по высоте;
- измерения, связанные с определением химического состава атмосферы;
- исследования типа поверхностных пород и распределения в них некоторых элементов;
- измерения скорости ветра и плотности газа;
- получение двухцветной стереоскопической телепанорамы места посадки АМС;
- определение механических характеристик поверхностного слоя грунта.

## Реализация проекта
Все космические аппараты серии М-73 успешно прошли весь цикл наземных испытаний. Запуски этих автоматических космических аппаратов в соответствии с советской программой исследования космического пространства и планет солнечной системы осуществлены в июле — августе 1973 года.

## Полёт

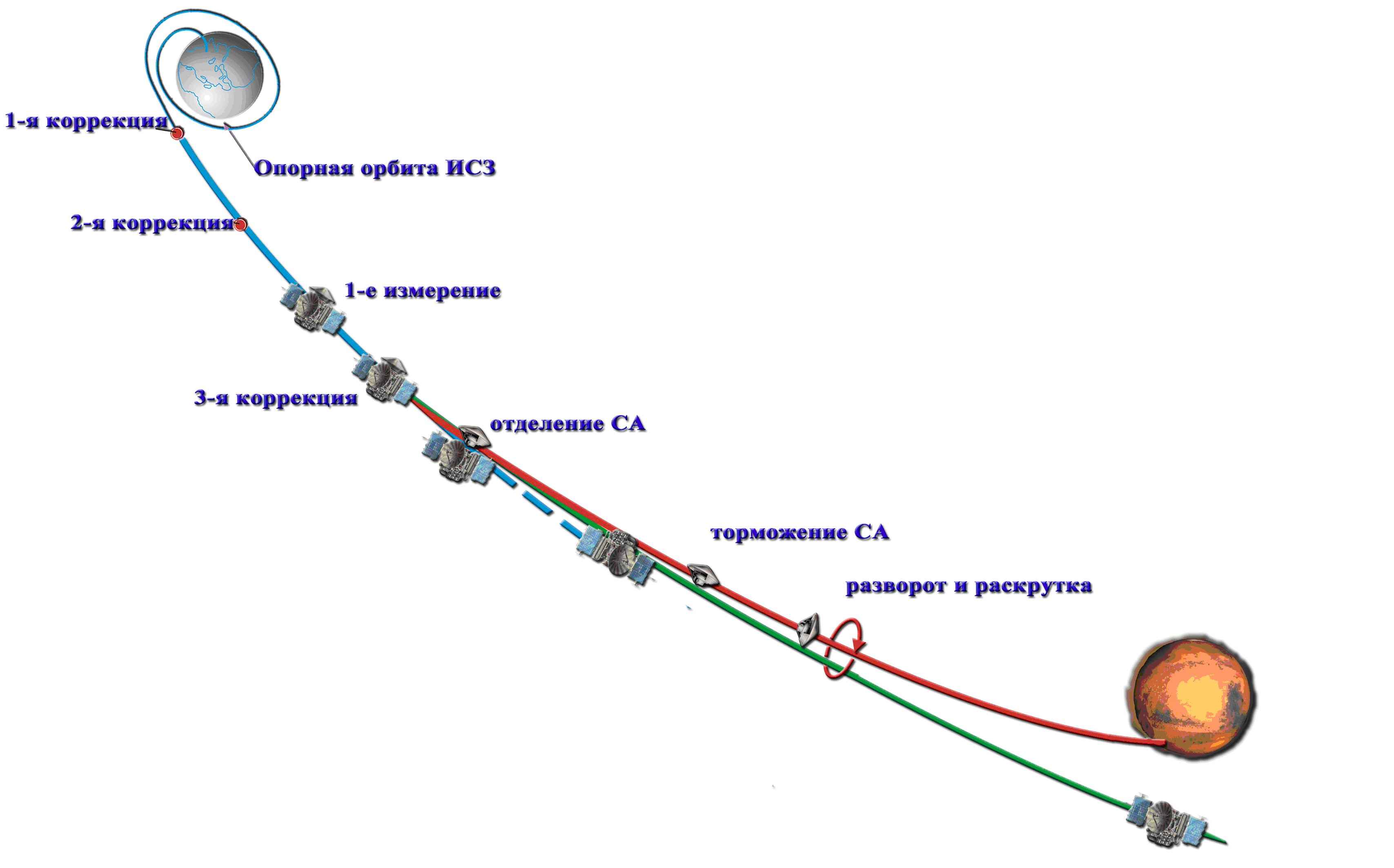
Схема полёта

В полёте КА М-73П («Марс-6 и 7»), предназначенных для доставки спускаемого аппарата, полностью повторяется схема отделения и десантирования СА на марсианскую поверхность, которая была разработана для предшествующей экспедиции М-71.
Важнейший этап экспедиции — посадка на марсианскую поверхность — осуществляется следующим образом. Вход спускаемого аппарата в атмосферу происходит в заданном диапазоне углов входа со скоростью около 6 км/с. На участке пассивного аэродинамического торможения устойчивость спускаемого аппарата обеспечивается его внешней формой и центровкой.
Орбитальный (пролетный) аппарат после отделения СА и при последующем сближении с Марсом — в этом заключается отличие от схемы полёта М-71 — с помощью гироплатформы разворачивается таким образом, что антенны метрового диапазона повернуты для приёма сигнала со спускаемого аппарата, а остронаправленная антенна — для передачи информации на Землю. После завершения работы с автоматической марсианской станцией аппарат продолжает полёт по гелиоцентрической орбите.

### Управление полётом
Для работы с КА серии М-73 использован наземный радиотехнический комплекс «Плутон», расположенный на НИП-16 близ Евпатории. При приёме информации с космических аппаратов на больших расстояниях для повышения потенциала радиолинии применено суммирование сигналов с двух антенн АДУ 1000 (К2 и К3) и одной антенны КТНА-200 (К-6). Выдача команд осуществляется через антенны АДУ 1000 (К1) и П 400П (К8) на второй площадке НИП-16. Обе антенны оснащены передатчиками дециметрового диапазона «Гарпун-4», способными излучать мощность до 200 кВт.
С точки зрения сеансного управления КА в логику функционирования бортовых систем внесены некоторые изменения: для аппаратов М-73П исключён типовой сеанс 6Т, предназначенный для торможения и выхода на орбиту спутника Марса.

## Выполнение программы полёта
КА «Марс-7» («М-73П» № 51) запущен с правой пусковой установки площадки № 81 космодрома Байконур 9 августа 1973 года в 20 часов 0 минут 17,5 секунды ракетой-носителем «Протон-К». Старт к Марсу осуществлен вторым включением двигательной установки разгонного блока Д через ~ 1 час 20 минут пассивного полёта по промежуточной околоземной орбите высотой 189 км. В 21 час 20 минут 35,3 секунды произошло отделение КА от разгонного блока.
КА «Марс-7» подлетел к Марсу 9 марта 1974 года — раньше, чем Марс-6, — спустя 212 суток после старта. Уже при закладке уставок на вторую коррекцию не сформировалась готовность первого и третьего каналов БЦВМ С530. Причина та же, что и на остальных аппаратах серии М-73 — отказ ПЗУ команд в БЦВМ из-за транзистора 2Т312.
Решающее негативное влияние на исход экспедиции оказали неправильно рассчитанные установки на разворот КА перед отделением спускаемого аппарата. По этой причине СА по пролётной траектории прошел в 1400 км от поверхности Марса и ушёл в просторы космоса. Целевая задача КА «Марс-7» не была выполнена, хотя, совершая автономный полёт, СА ещё какое-то время сохранял работоспособность и передавал информацию на пролетный аппарат по радиолиниям КД-1 и РТ-1.
С пролетным аппаратом «Марса-7» связь поддерживалась до 25 марта 1974 года.

### Научные результаты
Аппаратом «Марс-7» в сентябре — ноябре 1973 года зафиксирована связь между возрастанием потока протонов и скорости солнечного ветра. Предварительная обработка данных КА «Марс-7» об интенсивности излучения в резонансной линии атомарного водорода Лайман-альфа позволила оценить профиль этой линии в межпланетном пространстве и определить в ней две компоненты, каждая из которых вносит приблизительно равный вклад в суммарную интенсивность излучения. Полученная информация даст возможность вычислить скорость, температуру и плотность втекающего в солнечную систему межзвездного водорода, а также выделить вклад галактического излучения в линии Лайман-альфа. Этот эксперимент выполнялся совместно с французскими учеными.

### Результаты
Программа полёта станции «Марс-7» не выполнена.